# Ginji Aki
Ginji Aki (japanisch 安芸 銀治 Aki Ginji; * 4. Juni 1994 in Matsudo) ist ein ehemaliger japanischer Fußballspieler.

## Karriere
Aki erlernte das Fußballspielen in der Schulmannschaft der Narashino High School und der Universitätsmannschaft der Ryūtsū-Keizai-Universität. Seinen ersten Vertrag unterschrieb er 2017 bei Blaublitz Akita. Der Verein spielte in der dritthöchsten Liga des Landes, der J3 League. Für den Verein absolvierte er sieben Ligaspiele. 2018 wurde er an den ReinMeer Aomori FC ausgeliehen, bevor er 2019  zu Crumlin United FC wechselte.